# ㅋ
Kieuk (carácter: ㅋ; en hangul, 키읔; romanización revisada, kieuk; McCune-Reischauer, k'iŭk) es una consonante del alfabeto hangul coreano. El Unicode para ㅋ es U+314B. Se pronuncia aspirada, como [kʰ] al comienzo de una sílaba y como [k] al final de una sílaba. Por ejemplo: 코 ko ("nariz") se pronuncia [kho], mientras que 부엌 bueok ("cocina") se pronuncia [puʌk].